# Гвиттоне д’Ареццо
Гвиттоне д'Ареццо (итал. Guittone d'Arezzo; ок. 1235, Санта-Фирмина, близ Ареццо — 21 августа 1294, Болонья) — итальянский поэт и религиозный проповедник, крупнейший представитель Сицилийско-тосканской школы.

## Биография

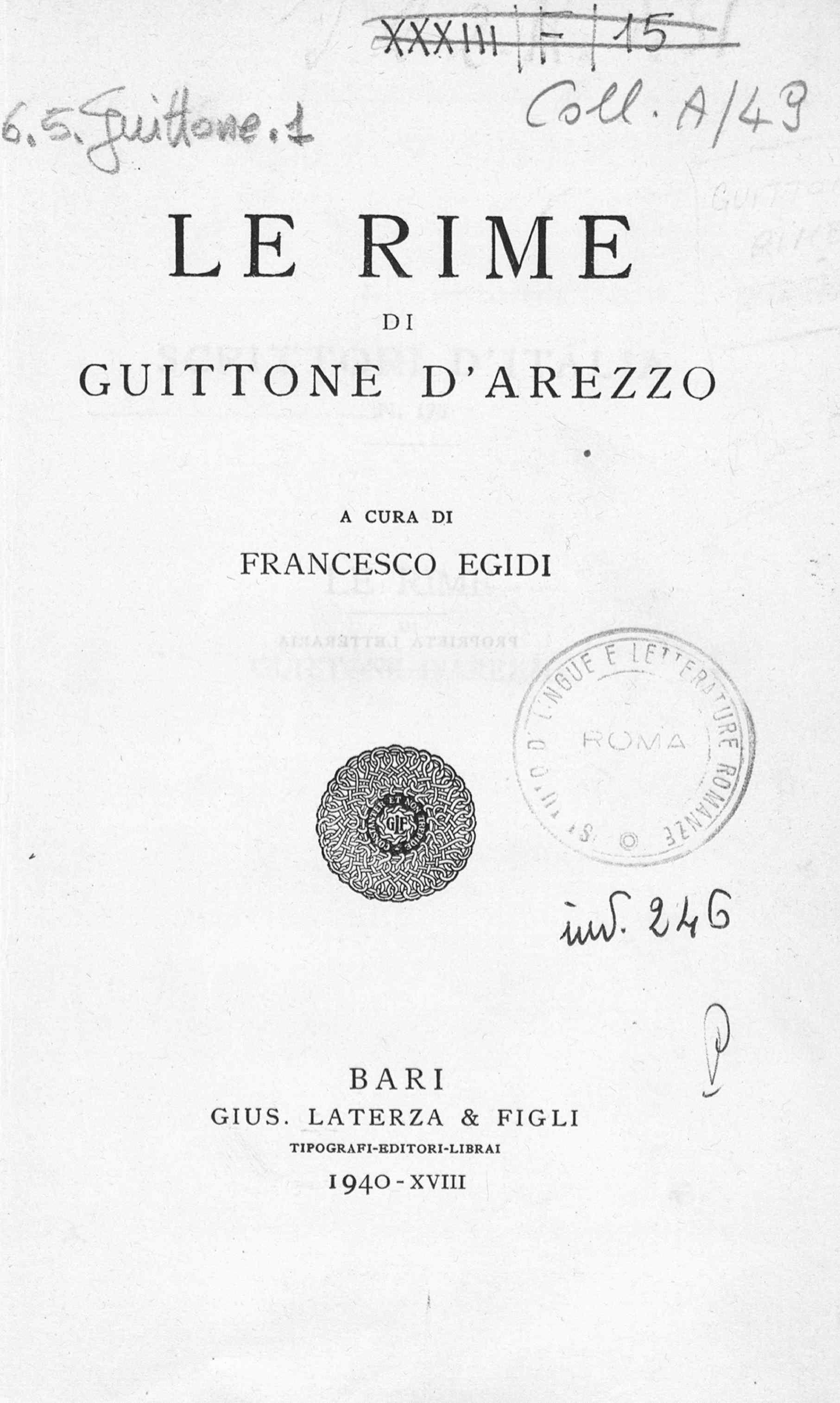
Титульный лист издания 1940 года

Один из немногих ранних тосканских поэтов, о которых сохранились какие-либо биографические сведения.
Происходил из состоятельной гвельфской семьи, его отец Вива ди Микеле был казначеем Аретинской коммуны. Около 1256/1257, когда к власти в городе пришли гибеллины, Гвиттоне отправился в добровольное изгнание. Вернулся около 1259, но не смог смириться с произошедшими в городе переменами, предположительно, понёс материальный ущерб из-за продолжавшихся беспорядков, и в 1265 резко изменил свою жизнь, оставив жену и троих детей, и вступив в недавно созданный орден воинов блаженной Девы Марии, или «радующихся братьев».
Является автором примерно 50 канцон, 150 сонетов и около сотни баллат (часть сонетов известна только по изданию 1527 года, отсутствует в наиболее полной рукописи Laurenziano Rediano 9, и их атрибуция оспаривается).
Творчество Гвиттоне делится на два различных периода. Первые стихи он начал писать ещё в пору существования Сицилийской школы и под её влиянием, однако, отнесся к творчеству придворных поэтов императора Фридриха критически, и в большей степени ориентировался на поэзию провансальских трубадуров, заимствуя из неё темы и формы, которыми пренебрегли сицилийцы.
Из представителей Сицилийской школы на Гвиттоне оказал влияние Якопо да Лентини, у которого он позаимствовал сонетную форму, а среди трубадуров Бернарт де Вентадорн, Гаусельм Файдит, Раймбаут д'Ауренга, Пердигон, Фолькет Марсельский, Пейре Видаль и многие другие.

## Первый период
В первый период творчества сочинял куртуазные любовные стихи, всего 22 канцоны и 86 сонетов, при этом все сонеты образуют единый поэтический цикл, «канцоньере».
Для стиля Гвиттоне характерна предельная усложненность формы, достигавшаяся путём экспериментирования с поэтическими конструкциями, рифмами и словесной игрой. В этом он ориентировался на «закрытый», или «темный стиль» (trobar clus) поэзии трубадуров, и сумел значительно его превзойти по уровню сложности и разнообразию. Длина канцоны была существенно увеличена, доходя иной раз до сотни и более строк.
Кроме обычных Гвиттоне сочинял сонеты, являвшиеся половинами тенсон, а две тенсоны были написаны им целиком, при этом одна в куртуазном, а другая в антикуртуазном стиле, распространённом во Франции, но в Италии только появившемся. В этих сонетах кавалер издевается над уродством и сладострастием своей дамы, и в других произведениях поэт также нередко использовал куртуазную форму для выражения совсем некуртуазного содержания.
После кровавой битвы при Монтаперти была написана канцона «Настало время горевать» (Ahi lasso, or è stagion di doler tanto), где поэт сожалеет о былом могуществе Флоренции, и «О, милая земля Ареццо» (О dolce terra aretina), отличающаяся изысканной и строгой композицией.

## Второй период
Вступив в орден, Гвиттоне решительно отрекся от прежних литературных пристрастий, осудив свои старые стихи как «безумие», а саму куртуазную любовь как низость, являвшуюся, по его новому мнению, лишь красивым прикрытием для обыкновенной похоти.
Во второй период творчества целью поэзии стало божественное служение и моральная проповедь. Ради этого он в значительной степени отказался от изысков закрытого стиля, и упростил язык, чтобы стать понятным для широкой аудитории, но продолжал использовать изощренные риторические приёмы.
В поздние канцоны и баллаты вводил большое количество цитат из Библии, отцов церкви, Цицерона, Сенеки, и особенно «Никомаховой этики» Аристотеля. Для новых поэтических задач Гвиттоне реформировал жанры лирики, сблизив их с дидактической поэзией, и превратив баллаты в религиозные гимны.
Применив заимствованную у трубадуров сирвенту, он написал несколько канцон на политические темы. В канцоне «Величайшие бароны и едва ли не короли» (Magni baroni certo e regi quasi) давал наставления правителям Пизы — печально известному графу Уголино делла Герардеска и его племяннику Нино Висконти.
Кроме канцон и сонетов Гвиттоне был знаменит своими посланиями, большей частью в прозе, некоторые — в стихах или смешанной формы. Эти произведения оказали большое влияние на становление прозы на вольгаре; в сборнике писем содержатся также ответные послания флорентийских поэтов Мео Аббраччавакки, Дотто Реали и Тиберто Галлицани.

## Значение и оценки
Гвиттоне д'Ареццо был наиболее значительным итальянским поэтом, вплоть до появления Гвидо Кавальканти и «сладостного нового стиля». Влияние его творчества переросло условные рамки сицилийско-тосканской школы и вывело итальянскую лирику на новый этап развития.

Гвиттоне удалось не только усвоить достижения куртуазной традиции, но и углубить её и расширить, указав новые пути развития лирики. Объединив поэтическое искусство, интеллектуализм и религиозно-нравственный пафос, он вплотную подошел к литературным поискам стильновистов. Его суровый морализм и учительно-профетический тон предваряют Данте. (...) Политическая лирика Гвиттоне подготовила почву для Данте и Петрарки. Гвиттоне значительно укрепил позиции сонета в итальянской поэзии, раздвинув его тематические и формальные рамки.— Топорова А. В. Ранняя итальянская лирика, с. 72.
Под сильным влиянием Гвиттоне находился молодой Данте, впоследствии всячески отрицавший роль аретинца в своем поэтическом становлении, но не сумевший обмануть искушенных исследователей.
В своих произведениях великий флорентиец лишь несколько раз мельком упоминает Гвиттоне, и неизменно отзывается о нём с неодобрением. В трактате «О народном красноречии» он критикует аретинца за то, что тот «никогда не обращается к правильной народной речи», а в «Божественной комедии» дважды упоминает его в ряду других имен, в том числе в знаменитой терцине, где устами гвиттонианца Бонаджунты Орбиччани дается название новой поэтической школе:
По мнению литературоведов, злоязычие Данте в данном случае объясняется опасением, что слава и влияние Гвиттоне могли его затмить, так как поэтический авторитет соперника в последние десятилетия XIII века был непререкаем, и позднейшие критики всю тосканскую поэзию до Кавальканти нередко именовали «гвиттонианством» или «гвиттонизмом».
Тем не менее, усложненная стилистика ранних стихов затрудняла их понимание широкой публикой, а изощренная риторика дидактических произведений вызвала упреки в бессердечии и отсутствии настоящего чувства.
В конце жизни Гвиттоне пришлось защищаться от критики стильновистов, при этом, если Гвиницелли, начинавший как гвиттонианец, не осмеливался выступать против человека, которого считал своим учителем, то Кавальканти прямо назвал его стихи искусственными и плоскими, лишенными философской глубины и творческого вдохновения.
Впоследствии Петрарка, упомянув Гвиттоне в числе поэтов, шествующих в «триумфе Любви», добавляет, что тот «впал в гнев, поскольку шел не первым».
Бенвенуто да Имола называл стихи Гвиттоне д'Ареццо «голыми», и хвалил его лишь за моральную проповедь.
В XV веке Лоренцо Великолепный в письме Федериго Арагонскому указывает, что Гвиттоне был «весьма искушён в философии, серьезен и поучителен», но стиль его был «зело груб и суров и не пламенел сладостным светом красноречия».
Своеобразный итог восприятию Гвиттоне д'Ареццо, установившемуся со времен Данте и Петрарки, подвел Франческо Де Санктис, вынесший ему чрезмерно суровый приговор, исходя из своей общей идеологической установки — неприятия элитарных форм искусства:

Гвиттоне не поэт, он стихотворец-мыслитель; его стихи лишены грации и тех красот, которыми с такой неистощимой изобретательностью уснащал свои рассуждения Гвиницелли. Он не поэт и не художник: ему недостает того чувства меры и музыкальности, с помощью которых другие поэты, стоявшие неизмеримо ниже него по культуре и дарованию, оттачивали свой вольгаре. Он лишен вкуса и изящества.— Де Санктис Ф. История итальянской литературы, с. 41.

## Издания
- Guittone d'Arezzo. Rime. 2 voll. — Firenze: Morandi e figlio, 1828
- Guittone d'Arezzo. Sonetti d'amore del Codice Laurenziano. — Torino: Einaudi, 1994
- Guittone d'Arezzo. Del carnale amore. — Roma: Carocci, 2007. — ISBN 978-88-43-04233-3
- Guittone d'Arezzo. Rime. — Bari: Laterza, 1940